# Gerardoa
Gerardoa es un género monotípico de orquídeas epifitas. Su única especie: Gerardoa montezumae (Luer) Luer, Monogr. Syst. Bot. Missouri Bot. Gard. 105: 86 (2006), es originaria de Costa Rica. 
Este género fue considerado una vez como parte integrante de Pleurothallis y, desde su publicación en el 2006, es un género segregado, aunque aun no está aceptado de forma unánime.

## Descripción
Es una orquídea de pequeño tamaño, con hábito de epífitas, que prefiere el clima cálido. Tiene un ramicaule de crecimiento erecto, delgado, envuelto por 2 a 3 vainas tubulares, acuminadas y con una sola hoja, apical, erecta, coriácea, elíptica, aguda, cuneada y peciolada en la base. Florece en el verano en una inflorescencia de 1 a 1,5 cm de largo, con dos flores, sucesivamente, que surgen de la parte baja del ramicaule.
Esta especie es muy similar a Pleurothallis fulgens pero ésta se diferencia en tener un labelo verrugoso y denticulado por encima de la media y no tiene lóbulos laterales. El pie de la columna es cóncavo entre un par de callos como se ve en Zootrophion.

## Distribución y hábitat
Se encuentra en Costa Rica en alturas de alrededor de 600 metros

## Sinonimia
- Pleurothallis montezumae Luer, Lindleyana 11: 83 (1996).
- Specklinia montezumae (Luer) Luer, Monogr. Syst. Bot. Missouri Bot. Gard. 95: 262 (2004).[2]